# アラビア語講座
アラビア語講座（アラビアごこうざ）は、NHKラジオ第2放送で放送されているアラビア語の語学番組。

## 概要
それまで国連公用語で唯一開設されていなかったアラビア語の講座を放送してほしいという、アラブ・イスラム社会を含めた各方面の声に応える形で設けられた。
テレビの正式放送開始に先立ち、2003年10月に放送開始。原則週1回30分で、半年単位となっている。
2022年3月の『アラビーヤ・シャベリーヤ!』終了と同時にテレビ講座が廃止され、現在は当番組が唯一のアラビア語の語学番組となっている。

## 放送時間
- 9時30分 - 10時00分（日曜日）
- 0時30分 - 1時00分（月曜未明（日曜深夜）・2023年10月から）※再放送

## サブタイトル・講師・放送期間
アリフからはじめよう
講師：木下宗篤
放送期間：2003年度・2004年度・2008年度・2010年度の10月 - 3月および2012年4月 - 9月
初歩からのアル・アラビーヤ
講師：新妻仁一
放送期間：2004年4月 - 9月、2005年10月 - 2006年3月、2007年度短期集中講座、2009年4月 - 9月、2011年10月 - 2012年3月
話そう!アラビア語
講師：榮谷温子
放送期間：2005年・2008年・2011年・2013年・2014年・2015年・2016年・2017年・2018年・2019年・2020年・2021年・2022年・2023・2024年の4月 - 9月および2006年度短期集中講座
アラブの国々を旅しよう!
講師：長渡陽一
放送期間：2009年度・2012年度・2013年度・2014年度・2015年度・2016年度・2017年度・2018年度・2019年度・2020年度・2021年度・2022年度・2023年度の10月 - 3月および2010年4月 - 9月